# Bác sĩ thiên tài
The Good Doctor là một series phim truyền hình của Mỹ dựa trên bản gốc Hàn Quốc. Nam diễn viên Daniel Dae Kim là người đầu tiên chú ý tới bộ phim này và mua bản quyền cho công ty sản xuất của mình. Anh bắt đầu điều chỉnh kịch bản và cuối cùng đã nhượng quyền lại cho CBS, kênh truyền hình quen thuộc của mình vào năm 2015. CBS đã quyết định không sản xuất tập phim đầu tiên. Vì Kim thấy rất chắc chắn về bộ phim nên anh đã mua lại bản quyền của CBS. Cuối cùng, Sony Pictures Television và Kim đã hợp tác và đưa về David Shore, nhà sản xuất bộ phim truyền hình y khoa nổi tiếng, House, để phát triển bộ phim. Loạt phim được sản xuất bởi Sony Pictures Television và ABC Studios, kết hợp với các công ty sản xuất Shore Z Productions, 3AD và Entermedia. David Shore đóng vai trò nhà sản xuất.

## Nội dung
Bộ phim kể về Shaun Murphy, một bác sĩ phẫu thuật trẻ tuổi mắc hội chứng bác học và tự kỷ. Anh đến từ thành phố Casper, bang Wyoming, nơi anh đã trải qua thời thơ ấu bất hạnh. Anh chuyển đến San Jose, California, để làm việc tại một bệnh viện danh tiếng tên là St. Bonaventure.

## Diễn viên

### Vai chính
- Freddie Highmore trong vai Dr. Shaun Murphy: một bác sĩ phẫu thuật nội trú mắc chứng tự kỷ. Việc thiếu các dây thần kinh gương khiến anh khó đồng cảm với người khác, phải vật lộn trong giao tiếp xã hội. Bù lại, hội chứng bác học giúp anh có khả năng gợi nhớ các hình ảnh đến từng chi tiết rất nhỏ và khả năng chú ý các chi tiết đi cùng những thay đổi nhỏ nhất. Nhờ đó, anh đưa ra những chẩn đoán chính xác và cách phẫu thuật táo bạo mà các bác sĩ khác không bao giờ nghĩ tới.
- Murphy hồi nhỏ được đóng bởi Graham Verchere. Shaun có một thời thơ ấu bất hạnh. Cha anh ghẻ lạnh và tức giận với anh vì chứng bệnh tự kỷ. Em trai Shaun đồng thời cũng là người bạn duy nhất của anh - Steve - luôn bảo vệ anh. Hai anh em đã bỏ nhà đi đến ở trong một chiếc xe bus cũ sau khi người cha giết chết con thỏ của Shaun. Không lâu sau Steve qua đời do chấn thương nặng ở đầu sau một cú ngã trong một lần hai anh em chơi đùa.
- Nicholas Gonzalez trong vai Dr. Neil Melendez: một bác sĩ phẫu thuật tim mạch đặc biệt chịu trách nhiệm quản lý và hướng dẫn các bác sĩ phẫu thuật nội trú. Kết thúc phần 3, anh qua đời do chấn thương nội nghiêm trọng từ cơn động đất thảm họa.
- Antonia Thomas trong vai Dr. Claire Browne: một bác sĩ phẫu thuật nội trú, bạn thân của Shaun. Claire có sự thấu cảm với mọi người và chín chắn. Cô rất kiên nhẫn và thấu hiểu khi giao tiếp với Shaun.
- Chuku Modu trong vai Dr. Jared Kalu: bác sĩ phẫu thuật nội trú xuất thân từ gia đình giàu có nhưng anh lớn lên thiếu sự chăm sóc của bố mẹ. Anh có tình cảm với Claire nhưng Claire xem mối quan hệ của hai người là friend with benifit. Cuối phần 1, anh buộc phải chuyển đến bệnh viện Denver do mẫu thuẫn với bác sĩ Andrew.
- Beau Garrett trong vai Jessica Preston: Trưởng văn phòng pháp lý của bệnh viện, Phó Giám đốc và Quản trị viên rủi ro. Cô là cháu gái của người sáng lập bênh viện và bạn của bác sĩ Glassman. Trong phần 1, cô là hôn phu của bác sĩ Melendez, nhưng cô chủ động chia tay với Melendez do không muốn sinh con và không muốn anh phải chịu đựng sự thiếu thốn đó khi trở thành chồng cô.
- Hill Harper trong vai Dr. Marcus Andrews: bác sĩ chuyên về phẫu thuật thẩm mỹ. Trong phần một, anh là Trưởng khoa Khoa phẫu thuật và luôn nhắm tới vị trí giám đốc bệnh viện đang được nắm giữ bởi bác sĩ Glassman. Trong phần 2, anh có được vị trí đó sau khi bác sĩ Glassman từ chức. Sau khi sa thải trưởng khoa phẫu thuật mới để bảo vệ Shaun, anh chấp nhận mất chức giám đốc bệnh viện và sau đó được mời về lại bệnh viện ở vai trò bác sĩ phẫu thuật thường trực bởi bác sĩ Lim.
- Richard Schiff trong vai Dr. Aaron Glassman: Giám đốc Bệnh viện San Jose St.Bonaventure, từng là bác sĩ phẫu thuật chuyên khoa thần kinh. Ông là bác sĩ của Shaun từ nhỏ, là người chỉ dẫn và chăm sóc Shaun sau khi Shaun bỏ nhà đi. Để Shaun có thể làm việc tại bệnh viện này, ông đã lấy cả sự nghiệp của mình để đảm bảo với các thành viên Hội đồng quản trị bệnh viện trước sự hoài nghi và e ngại của họ về chứng bệnh tự kỷ của Shaun. Trong phần 2, ông tuyệt vọng khi được chẩn đoán mắc khối u não ác tính không thể chữa trị và chỉ có thể sống trong vài tháng. Shaun nỗ lực tìm ra kẽ hở trong chẩn đoán nhằm tìm một tia hy vọng và phát hiện ra chẩn đoán trên là sai, tỷ lệ sai sót trong chẩn đoán dạng này chỉ đạt 0.3%. Glassman được cứu sống.
- Tamlyn Tomita trong vai Allegra Aoki: Nữ giám đốc bệnh viện, Phó giám đốc tài chính của bệnh viện.

### Vai phụ
- Dylan Kingwell trong vai Steve Murphy
- Graham Verchere trong vai Shaun Murphy hồi trẻ
- Paige Spara trong vai Lea
- Christina Chang trong vai Dr. Audrey Lim
- Chris D'Elia trong vai Kenny
- Fiona Gubelmann trong vai Dr. Morgan Reznick
- Will Yun Lee trong vai Dr. Alex Park